# (3403) Tammy
(3403) Tammy est un astéroïde de la ceinture principale.

## Description
(3403) Tammy est un astéroïde de la ceinture principale. Il fut découvert le 25 septembre 1981 à Socorro (Nouveau-Mexique) par Laurence G. Taff. Il présente une orbite caractérisée par un demi-grand axe de 2,41 UA, une excentricité de 0,20 et une inclinaison de 4,6° par rapport à l'écliptique.

## Compléments